# Christian Juel (politiker)
 Der er flere personer med dette navn, se Christian Juel.
Christian Julius Halfdan Berg Juel (født 7. november 1828 i Svaneke, død 9. august 1914 i Munkebo) var en dansk jurist og politiker. 

## Juridisk karriere i Slesvig
Han var søn af byskriver Søren Juel (1788-1860) og Frederikke Bolette f. Petersen (1797-1848), fulgte 1840 med faderen ved dennes forflyttelse til Ribe og blev 1847 student fra Ribe Katedralskole. 1848 gjorde han frivillig krigstjeneste i Treårskrigen, og 1852 tog han i Flensborg slesvigsk-juridisk eksamen (1857 eksamen i kongerigsk ret); blev straks efter kancellist, 1853 fuldmægtig og 1857 bureauchef i Det slesvigske Ministerium, hvor han fik et nært samarbejde med departementschefen Theodor August Jes Regenburg. Han holdt 1862-63 forelæsninger ved Københavns Universitet over slesvigsk ret og udgav i de samme år tillige med Frederik Knudsen Slesvigske Provinsialefterretninger. Selv skrev han i dette tidsskrift en længere afhandling om Fremmede Loves Indflydelse paa Retsudviklingen i Slesvig. I sommeren 1863 blev Juel overappellationsretsråd i Flensborg og valgtes i september samme år af Landstinget til Rigsrådet, hvor han nærmest hørte til Højre og stemte for Novemberforfatningen, dog kun efter et bestemt tilsagn fra ministeriet Hall om, at Slesvigs selvstændighed ikke skulle udvides. I marts 1864 blev han afskediget af de tyske magthavere og vendte tilbage til København, hvor han 1865 blev overretsprokurator. Tillige var han 1866-77 medlem af bestyrelsen for den nystiftede Creditkassen for Landejendomme i Østifterne.

## I Folketinget
1871 fik Juel sammen med L.C. Nyholm koncession på en jernbane fra København til Kalundborg, men afstod samme år imod en stor affindelsessum retten til Det Sjællandske Jernbaneselskab. 1868-76 var han i forretningsforbindelse med N.C. Frederiksen, men tilsatte ved denne og andre spekulationer, som også involverede Geert Winther, sin formue. Juel var 1864-66 medlem af Rigsdagens Folketing (for Nakskovkredsen, Maribo Amts 1. kreds), tog ivrig del i forhandlingerne om den nye Straffelov (talte imod dødsstraf og andre legemsstraffe) og var i december 1865 sammen med Christopher Krabbe talsmand for forslaget om at overføre fællessagerne ved lov fra Rigsrådet til Rigsdagen. I april 1876 valgtes Juel igen til Folketinget (for Nørresundbykredsen, Aalborg Amts 1. kreds) og genvalgtes indtil udgangen af 1886; han hørte i de første 2½ år til Det forenede Venstre, men stod siden uden for partierne og indtog jævnlig en mæglende holdning (foreslog i januar 1886 en grundlovsændring om fællesafstemning af begge ting over Finansloven som endelig løsning af tvistespørgsmål).

## Debattør
Under mærket «Vidar» skrev Juel nogle politiske flyveskrifter: Fremtiden (1866, i afgjort skandinavisk ånd), Kronen og Rigsdagen med tilhørende Svar til Fædrelandet (1873, om parlamentarisk styrelse). 
Juel omtales ofte i litteraturen som "etatsråd Juel", fordi han fra sin tidligere embedsstilling havde rang i 3. klasse.
Han blev gift 24. oktober 1857 på Frederiksberg med Anna Marie Sara Poulsen (8. november 1837 i København – 5. november 1913 sammesteds), datter af studenterføreren, cand.phil. Hans Frederik Poulsen (1815-1869) og Anna Margretha Ipsen (1817-1887).
Han er begravet på Frederiksberg Ældre Kirkegård.
Der findes et portrætmaleri af Juel udført i 1902 af datteren Astrid Kjellberg-Juel.